# 有馬啟太郎
有馬啟太郎（1969年1月13日—），日本漫畫家，大阪府出身，有馬秘太郎、有馬晴臣為他的其他筆名。血型為O型。為關西大學動漫社的同好。代表作是《月詠》。

## 作品
- ：單行本全1冊，海王社1997年4月發行（ISBN 4-87724-210-4），未有中文版
- 《極樂天使》：單行本全2冊，Wani Books初版第一集1998年11月發行、初版第二集1999年11月發行，Wani Books2006年11月發行新装版全二集，尖端出版代理全球中文版
- ：角川書店漫畫雜誌《Ace桃組》2002年夏季號單篇漫畫，收錄於同誌作家群合輯（角川書店2003年12月發行，ISBN 4-04-713605-0），未有中文版
- 《月詠》（月詠）：1999年9月到2009年3月於COMIC GUM雜誌上連載，單行本全16冊，Wani Books發行，尖端出版代理全球中文版
- 《外星寶貝Uripo》：單行本全2冊，Mag Garden發行，東立出版社代理台灣及香港中文版
- ：全2篇，連載於ASCII Media Works漫畫雜誌《電擊大王Genesis》第1期（2010年3月號）與第2期（2010年6月號），未有中文版

## 外部連結
- http://www.waruwaru.com/ （页面存档备份，存于）（官方）（日語）
- 月詠-MOON PHASE- （页面存档备份，存于）（動畫官方）（日語）
- http://www.comicgum.com/ （页面存档备份，存于）（官方）（日語）
- http://www.mag-garden.co.jp/comic-blade/avarus/top.html （页面存档备份，存于）（官方）（日語）
- （官方）（日語）